# Vườn quốc gia Barakee
Vườn quốc gia Barakee là một vườn quốc gia ở bang New South Wales, Úc, cách thành phố Sydney 257 km về phía bắc.
Vườn quốc gia này có diện tích 32,30 km², và được thành lập ngày 1.1.1999